# 乙酸铷
乙酸铷是铷的乙酸盐，化学式为CH3COORb，是吸湿性的固体。它可由氢氧化铷或碳酸铷和乙酸的反应制备。它可以形成单斜晶系晶体，晶胞参数a=869 pm, b=618 pm, c=426 pm, β=104.4°。